# RPG-28
RPG-28（РПГ-28 “Клюква”；Клюква；俄語羅馬化：Klyukva，意為：蔓越莓）是一款由俄罗斯國家研究和生產企業與武器製造商玄武岩設計局所聯合研製及生產的125毫米一次射擊型火箭推進榴彈發射器，發射PG-28 HEAT火箭彈。

## 歷史
RPG-28於2007年由阿布扎比國家研究和生產企業所舉辦的「國際防務展覽及會議」（IDEX）上由Bazalt首次展出，並作為一個現代化的反坦克火箭發射器的設計，以破壞現代和未來擁有先進的反應和複合裝甲的坦克，以及強化的步兵。它於2008年可用於出口。RPG-28於2011年12月正式被俄羅斯政府所採用。2022年俄羅斯入侵烏克蘭期間，俄羅斯軍方亦將RPG-28投入使用。

## 概述
RPG-28採用了與RPG-27相似的便攜式，一次射擊型單發式反坦克火箭筒的設計。RPG-28具有比RPG-27更大的火箭彈直徑，能夠令RPG-28實現更高的穿甲性能。
RPG-28的口徑是125毫米，與俄羅斯聯邦軍隊的T-64／T-72／T-80／T-90主戰坦克的主砲口徑一致，亦是目前RPG系列中最大口徑的一款。
PG-28火箭彈是一發125毫米的串聯式锥形装药，彈重為12公斤，射程為300公尺（328.08码，984.25英尺）的火箭彈。據稱該火箭彈具有超過1,000毫米的軋壓均質裝甲連反应装甲和3,000毫米的磚的貫穿能力。上彈以後的重量是13.5千克（29.76磅）。

## RMG衍生型
RMG是RPG-28的體積小型化及多用途衍生型，它著重於對破壞輕型車輛和步兵掩體方面的優化。但結果是，其對坦克裝甲貫穿性能下降。
該發射器裝有一發具有串聯式戰鬥部的火箭彈。前彈頭的高爆反坦克型戰鬥部能夠貫穿裝甲或是其他障礙物（如鋼筋混凝土、磚石等）。而主彈頭則產生精細的爆炸雲，而且會通過前彈頭的貫穿所造成的孔鑽入內部。主戰鬥部的炸藥的引爆具有多重效果（高爆和燃燒）。
RMG火箭發射器（“RMG”的全稱為“Reaktivnaya Mnogotselevaya Granata”，意思是「火箭推進多用途榴彈」）是由Bazalt於21世紀初所研製的。由於是一次射擊型反坦克火箭發射器和多用途攻擊型武器的情況，新型的火箭發射器的命名是它的火箭彈的命名。該設計項目是由著名設計師S·Kh·伊爾圖加諾夫所監督。
與RPG-28一樣，RMG於2011年12月正式被俄羅斯政府所採用。

## 使用國
- 俄羅斯
- 乌克兰：2022年俄羅斯入侵烏克蘭期間自俄軍繳獲。

## 資料來源
1. ↑  РПГ，全寫：Ручной противотанковый гранатомёт，意為：反坦克榴彈發射器
2. 1 2  .   [2014-05-03]. （原始内容存档于2010-01-07）.
3. ↑  . Jane's Infantry Weapons. 2007  [2008-12-06]. （原始内容存档于2008-05-05）.
4. ↑  .   [2014-05-03]. （原始内容存档于2014-01-11）.
5. ↑  . Modern Firearms. 2007-03-16  [2008-12-06]. （原始内容存档于2008-12-17）.
6. ↑  .   [2014-05-03]. （原始内容存档于2014-01-11）.
7. ↑  .   [2014-05-03]. （原始内容存档于2014-01-11）.

## 外部連結
- （英文）—Bazalt Brochure RPG-28（页面存档备份，存于）
- （英文）—Modern Firearms—RPG-28 antitank disposable grenade launcher /rocket-propelled grenade